# 420 a.C.

## Eventos
- Astípilo, arconte de Atenas.[1]
- Lúcio Quíncio Cincinato, pela terceira vez, Aulo Semprônio Atratino, pela segunda vez, Lúcio Fúrio Medulino, pela terceira vez, e Marco Mânlio Vulsão, tribunos consulares romanos.
- 90a olimpíada: Hipérbio de Siracusa, vencedor do estádio.[1]

### Grécia
- Atenas, em obediência a um oráculo, devolve a ilha de Delos aos seus cidadãos, que retornam do exílio em Adramício.[1] Eles haviam sido exilados em 422 a.C.[2]
- A paz entre Atenas e Esparta [Nota 1] fica abalada porque Atenas não quis devolver Pilos, que havia sido tomada durante a guerra.[3]
- Argos faz um tratado de amizade com Atenas.[3]
- Corinto, que havia feito, no ano anterior, uma aliança com Argos, Tebas e Élida, para evitar que Atenas e Esparta, então aliadas, escravizassem toda a Grécia,[4] sai desta aliança, e se alia aos Lacedemônios.[5]
- Na Tessália, os enianos, dólopes e melianos formam uma aliança e atacam Heracleia da Traquínia. Após perderem a batalha e vários homens, os habitantes de Heracleia se refugiam atrás das muralhas, e pedem ajuda aos beócios. Tebas envia mil hoplitas, e derrota os adversários.[6]
- Olinto envia um exército contra Meciberna, que tinha uma guarnição ateniense, expulsa a guarnição, e toma controle da cidade.[7]